# دانفيل (نيوهامشير)
دانفيل (بالإنجليزية: Danville, New Hampshire)‏ هي بلدة أمريكية تقع في الولايات المتحدة في مقاطعة روكينغهام. يقدر عدد سكانها بـ 4,387 نسمة ومساحتها 30.8 كم2 وترتفع عن سطح البحر 62 متر.